# Campeonato Mundial de Lucha de 1978
El XXXIII Campeonato Mundial de Lucha se celebró en Ciudad de México (México) entre el 20 y el 27 de agosto de 1978 bajo la organización de la Federación Internacional de Luchas Asociadas (FILA) y la Federación Mexicana de Lucha.

## Resultados

### Lucha grecorromana
| Evento  | Oro                          | Plata                      | Bronce                     |
| ------- | ---------------------------- | -------------------------- | -------------------------- |
| 48 kg   | Constantin Alexandru Rumania | Alexei Shumakov URSS       | Roman Kierpacz · Polonia   |
| 52 kg   | Vajtang Blaguidze URSS       | Nicu Gîngă Rumania         | Jarálambos Jolidis Grecia  |
| 57 kg   | Shamil Serikov URSS          | Ivan Frgić Yugoslavia      | Pasquale Passarelli RFA    |
| 62 kg   | Boris Kramarenko URSS        | Kazimierz Lipień · Polonia | Lars Malmkvist · Suecia    |
| 68 kg   | Ștefan Rusu Rumania          | Andrzej Supron · Polonia   | Alexandr Aliyev URSS       |
| 74 kg   | Arif Niftulayev URSS         | Ferenc Kocsis · Hungría    | Gheorghe Ciobotaru Rumania |
| 82 kg   | Ion Draica Rumania           | Momir Petković Yugoslavia  | Vladimir Cheboxarov URSS   |
| 90 kg   | Stoyan Ivanov Bulgaria       | Frank Andersson · Suecia   | Viktor Avdyshev URSS       |
| 100 kg  | Nikolai Balboshin URSS       | Gueorgui Raikov Bulgaria   | Refik Memišević Yugoslavia |
| +100 kg | Alexandr Kolchinski URSS     | Nikola Dinev Bulgaria      | Roman Codreanu Rumania     |

### Lucha libre
| Evento  | Oro                       | Plata                      | Bronce                             |
| ------- | ------------------------- | -------------------------- | ---------------------------------- |
| 48 kg   | Serguei Kornilayev URSS   | Nobuo Fujisawa Japón       | Mohamad Bazmavar Irán              |
| 52 kg   | Anatoli Beloglazov URSS   | Hartmut Reich RDA          | Luis Ocaña · Cuba                  |
| 57 kg   | Hideaki Tomiyama Japón    | Buzai Ibraguimov URSS      | Dugarsürenguiin Oyuunbold Mongolia |
| 62 kg   | Vladimir Yumin URSS       | Yang Jung-Mo Corea del Sur | Mohammad Rezaei Irán               |
| 68 kg   | Pavel Piniguin URSS       | Akira Miyahara Japón       | Ivan Yankov Bulgaria               |
| 74 kg   | Leroy Kemp Estados Unidos | Mohamad Hosein Mohebi Irán | Piotr Marta URSS                   |
| 82 kg   | Magomedjan Aratsilov URSS | Adolf Seger RFA            | John Peterson Estados Unidos       |
| 90 kg   | Uwe Neupert RDA           | Anatoli Prokopchuk URSS    | İsmail Temiz Turquía               |
| 100 kg  | Harald Büttner RDA        | Levan Tediashvili URSS     | Bárbaro Morgan · Cuba              |
| +100 kg | Soslan Andiyev URSS       | Reza Sujteh Saraei Irán    | Roland Gehrke RDA                  |

## Medallero
| Núm. | País           | Oro | Plata | Bronce | Total |
| ---- | -------------- | --- | ----- | ------ | ----- |
| 1    | URSS           | 12  | 4     | 4      | 20    |
| 2    | Rumania        | 3   | 2     | 2      | 7     |
| 3    | RDA            | 2   | 1     | 1      | 4     |
| 4    | Bulgaria       | 1   | 2     | 1      | 4     |
| 5    | Japón          | 1   | 2     | 0      | 3     |
| 6    | Estados Unidos | 1   | 0     | 1      | 2     |
| 7    | Irán           | 0   | 2     | 2      | 4     |
| 8    | Yugoslavia     | 0   | 2     | 1      | 3     |
| 9    | RFA            | 0   | 1     | 1      | 2     |
| 9    | Polonia        | 0   | 1     | 1      | 2     |
| 9    | Suecia         | 0   | 1     | 1      | 2     |
| 12   | Corea del Sur  | 0   | 1     | 0      | 1     |
| 12   | Hungría        | 0   | 1     | 0      | 1     |
| 14   | Cuba           | 0   | 0     | 2      | 2     |
| 15   | Grecia         | 0   | 0     | 1      | 1     |
| 15   | Mongolia       | 0   | 0     | 1      | 1     |
| 15   | Turquía        | 0   | 0     | 1      | 1     |
|      | TOTAL          | 20  | 20    | 20     | 60    |